# 平和通り (富山市)
平和通り（へいわどおり）は、富山県富山市の市街地を東西に貫く道路の愛称である。護國神社前交差点から西町交差点までの1,141mは『総曲輪線』という別称も持つ。『平和通り』という名称が付けられたのは1973年9月7日である。

## 概要
城址大通りと同様、富山大空襲により大きな被害を受けた富山市が復興事業の象徴として計画し、富山縣護國神社と富山地方鉄道不二越線不二越踏切をほぼ直線で結ぶ大通りとして建設された。越前町交差点 - 西町交差点間は、富山地方鉄道富山軌道線（富山都心線）が敷設されている。
大半の区間の道路幅員は42mと、富山市内の街路では県庁線（城址大通り）に次いで広い道路である。
富山縣護國神社側（旅籠町交差点まで）は幅広い2車線道路を中心に両側に副道と歩道が整備されていて、街路樹としてイチョウが植樹されている。

## 路線データ
- 不二越踏切 - 西町交差点（富山県道6号富山立山公園線）
- 西町交差点 - 護國神社前交差点（富山市道）

## 沿線にある施設
- 富山縣護國神社
- 富山市立富山まちなか病院
- ユウタウン総曲輪
- 北陸銀行越前町支店
- 総曲輪フェリオ
  - 大和富山店
- グランドプラザ
- にいかわ信用金庫富山支店
- TOYAMAキラリ
  - 富山第一銀行本店営業部
  - 富山市立図書館本館
  - 富山市ガラス美術館
- 富山銀行富山支店
- 北陸銀行本店
- 富山信用金庫本店営業部
- 富山第一銀行堤町支店
- 北陸銀行清水町支店
- 富山信用金庫元町支店
- 富山地方鉄道不二越線不二越駅